# Loxophora
Loxophora är ett släkte av insekter. Loxophora ingår i familjen Dictyopharidae.
Kladogram enligt Catalogue of Life:
| Loxophora | \| \| Loxophora dammersi \| \| \| \| \| \| Loxophora tranversa \| \| \| \| |
|           | \| \| Loxophora dammersi \| \| \| \| \| \| Loxophora tranversa \| \| \| \| |
|           | Loxophora dammersi                                                         |
|           |                                                                            |
|           | Loxophora tranversa                                                        |
|           |                                                                            |